# Yousri Belgaroui
Yousri Belgaroui (Amsterdam, 2 giugno 1992) è un kickboxer tunisino e olandese, che compete nei pesi mediomassimi della Superkombat.
È stato campione mondiale di kickboxing nella Glory 40 del 2016, la Respect World Series 2 del 2016 e nella Superfight Series della Glory 40, nel 2017. Ha inoltre giocato nella Enfusion e nella Glory of Heroes.
Ad aprile del 2019, la rivista Combact Press lo ha classificato come terzo al mondo nella categoria dei mediomassimi.